# Martin Vaculík
Martin Vaculík (3. května 1922 Mutěnice – 21. července 2001) byl český a československý politik Komunistické strany Československa a poúnorový poslanec Národního shromáždění ČSSR a Sněmovny lidu Federálního shromáždění.

## Biografie
Vyučil se soustružníkem. V letech 1941–1945 navštěvoval vyšší odbornou školu ve Vsetíně. Od roku 1945 byl členem KSČ. V ní začal brzy zastávat funkcionářské pozice. V letech 1947–1950 byl organizačním tajemníkem Okresního výboru KSČ ve Vsetíně a v letech 1950–1956 spolupracovníkem Ústředního výboru Komunistické strany Československa. V období let 1956–1958 studoval na stranické vysoké škole KSSS v Moskvě. Po návratu do Československa postoupil na vyšší pozice. Od března 1960 do listopadu 1962 působil jako tajemník pro ideologickou práci Krajského výboru KSČ v Jihomoravském kraji. Původně měl reputaci dogmatika, postupně přecházel na reformní pozice.
XII. sjezd KSČ ho zvolil za člena Ústředního výboru Komunistické strany Československa. XIII. sjezd KSČ i Vysočanský sjezd KSČ v srpnu 1968 ho ve funkci potvrdil. V období září 1963 – červen 1968 byl kandidátem předsednictva ÚV KSČ a v období červen 1966 – duben 1968 i členem sekretariátu ÚV KSČ. K roku 1966 se zmiňuje jako vedoucí tajemník Městského výboru KSČ v Praze (ve funkci od dubna 1966). K roku 1968 se uvádí profesně jako politický pracovník ÚV KSČ z obvodu Brno I.
Dlouhodobě zasedal i v nejvyšších zákonodárných sborech. Po volbách roku 1960 byl zvolen za KSČ do Národního shromáždění ČSSR za Jihomoravský kraj. Mandát nabyl až dodatečně v lednu 1964 po doplňovacích volbách v obvodu Brno I poté, co rezignoval poslanec Július Ďuriš. Uvádí se tehdy jako vedoucí tajemník Krajského výboru KSČ v Jihomoravském kraji, dlouholetý veřejný a politický pracovník a nositel dvou státních vyznamenání. Mandát získal i ve volbách v roce 1964. V Národním shromáždění zasedal až do konce jeho funkčního období v roce 1968.
Během pražského jara vystoupil v únoru 1968 v Československém rozhlasu a prosazoval vizi neanonymní politiky, včetně většího informování veřejnosti o zákulisí jednání ÚV KSČ a dalších orgánů. Během roku 1968 ovšem opustil post vedoucího tajemníka Městského výboru KSČ v Praze a nahradil ho Josef Špaček. Jeho zásadním politickým krokem ale byl podpis pod manifest Dva tisíce slov vyzývající k razantnějšímu zavádění demokratických reforem. Martin Vaculík byl spolu s Oldřichem Starým jedinými členy ÚV KSČ, kteří se k manifestu připojili. Aktivně se rovněž během pražského jara podílel na přípravě vzniku Komunistické strany českých zemí, která měla být výrazem federalizace státu.
Po federalizaci Československa usedl roku 1969 do Sněmovny lidu Federálního shromáždění (volební obvod Brno I), kde setrval do prosince 1969, kdy na poslanecký post rezignoval. Jeho politická kariéra skončila po invazi vojsk Varšavské smlouvy do Československa v souvislosti s nástupem normalizace. 26. září 1969 byl „uvolněn“ z funkce člena ÚV KSČ.